# Ben Shenkman
Benjamin Shenkman (n. 26 septembrie 1968, New York City, New York, SUA) este un actor american de televiziune, film și teatru. S-a născut la New York și a crescut în tradiția evreiască. A absolvit Universitatea Brown și a obținut un master în Arte Frumoase în 1993 la Universitatea din New York. Și-a început cariera de actor cu un rol mic, în 1994, în filmul Quiz Show, regizat de Robert Redford. A mai avut și o apariție episodică în serialul Law & Order. A jucat și teatru, iar un rol foarte important pentru el a fost Louis Ironson din piesa Angels in America scrisă de Tony Kushner.  Tot în facultate, a jucat și rolul lui Roy Cohn la un atelier de creație. Mai târziu, a deveit celebru pentru interpretarea rolului Louis în miniseria Îngeri în America, produsă de HBO, chiar după textul omonim. Pentru acest rol a fost nominalizat la Premiile Emmy și Golden Globe. În tot acest timp, a îmbinat munca la teatru cu roluri mici în film, ca cele din Eraser (1996), The Siege (1998), Chasing Sleep (2000) sau Requiem for a Dream (2000). În anul 2000 a jucat pe scena teatrului cu Mary-Louise Parker, unde a cunoscut un succes extraordinar și a fost niminalizat chiar la premiile Tony în 2001.

## Filmografie
- Solitary Man (2009)
- Legea lui Canterbury (2008)
- Iubiri în cheia sol (2006)
- Ca în rai (2005)
- Îngeri în America (2003)
- Panică la altar (1998)
- Pi (1998)